# Зингер-билдинг
Зингер-билдинг (англ. Singer Building ) — небоскрёб в Нью-Йорке на пересечении Либерти-стрит и Бродвея. Был построен в 1908 году, став самым высоким зданием в мире. Снесён в 1968, став на тот момент самым высоким снесённым зданием в мире по желанию владельца и оставаясь таковым до 2021 года, когда была снесена башня 270 Park Avenue.

## История
Зингер-билдинг построен по заказу Фредерика Борна, главы компании «Зингер», в качестве новой штаб-квартиры. Архитектором проекта выступил Эрнест Флэгг, приверженец стиля бозар. Флэгг уже сотрудничал с «Зингер» при строительстве предыдущей штаб-квартиры по адресу Бродвей, 561, между Принс- и Спринг-стрит. Планировку и рабочие материалы подготовил Джордж У. Конейбл (1866—1933).
Флэгг считал, что здания высотой более 10-15 этажей должны быть удалены от улицы вглубь участка и башня должна занимать лишь четверть его площади. В соответствии с этим 12-этажное основание Зингер-билдинг заполняло всё пространство участка, в то время как башня была относительно узкой. Длина сторон этажей башни составляла всего 20 м.
Имея высоту 187 м над землёй, Зингер-билдинг с 1908 по 1909 год являлось высочайшим зданием в мире, сложив титул после завершения строительства 210-метровой башни Метрополитен-лайф-иншуренс-компани-тауэр на 23-й улице. Оно имело 47 этажей.
Законодательство о выделении участков для строительства небоскрёбов, вступившее в действие в 1916 году, впитало в себя многие идеи Флэгга, включая требование по размещению высоких частей зданий.
В 1961 году «Зингер» продала здание, а свою штаб-квартиру переместила в Рокфеллеровский центр. Затем здание перешло в собственность Уильяма Зекендорфа, безуспешно пытавшегося предложить его Нью-Йоркской фондовой бирже. В 1964 году U.S. Steel приобрела здание вместе с соседним City Investing Building, чтобы расчистить участок под новое строительство. К 1960-м годам коммерческое использование здания стало неэффективным из-за малой площади офисов. Башня предлагала всего 390 м² на каждом этаже, в то время как ей на замену готовилось здание с площадью 3400 м² на этаж. Новое здание, U.S. Steel Building, получило название Уан-Либерти-Плаза.
Несмотря на то, что здание ещё существовало, когда была создана Комиссия Нью-Йорка по охране достопримечательностей (1967), и являлось очевидной достопримечательностью, официального статуса, который бы позволил предотвратить уничтожение, оно не получило. Алан Бёрнхэм, исполнительный директор комиссии, объяснил в 1967 году, что присвоение статуса достопримечательности потребовало бы от города найти для здания покупателя или выкупить его за свой счёт. Снос начался в августе 1967 года и был закончен в 1968 году. На тот момент Зингер-билдинг стало самым высоким разрушенным зданием в мире. Рекорд был «обновлён» только 11 сентября 2001 года, когда в результате беспрецедентного теракта были уничтожены башни Всемирного торгового центра. Здание старой штаб-квартиры «Зингер» по-прежнему существует.

## Галерея

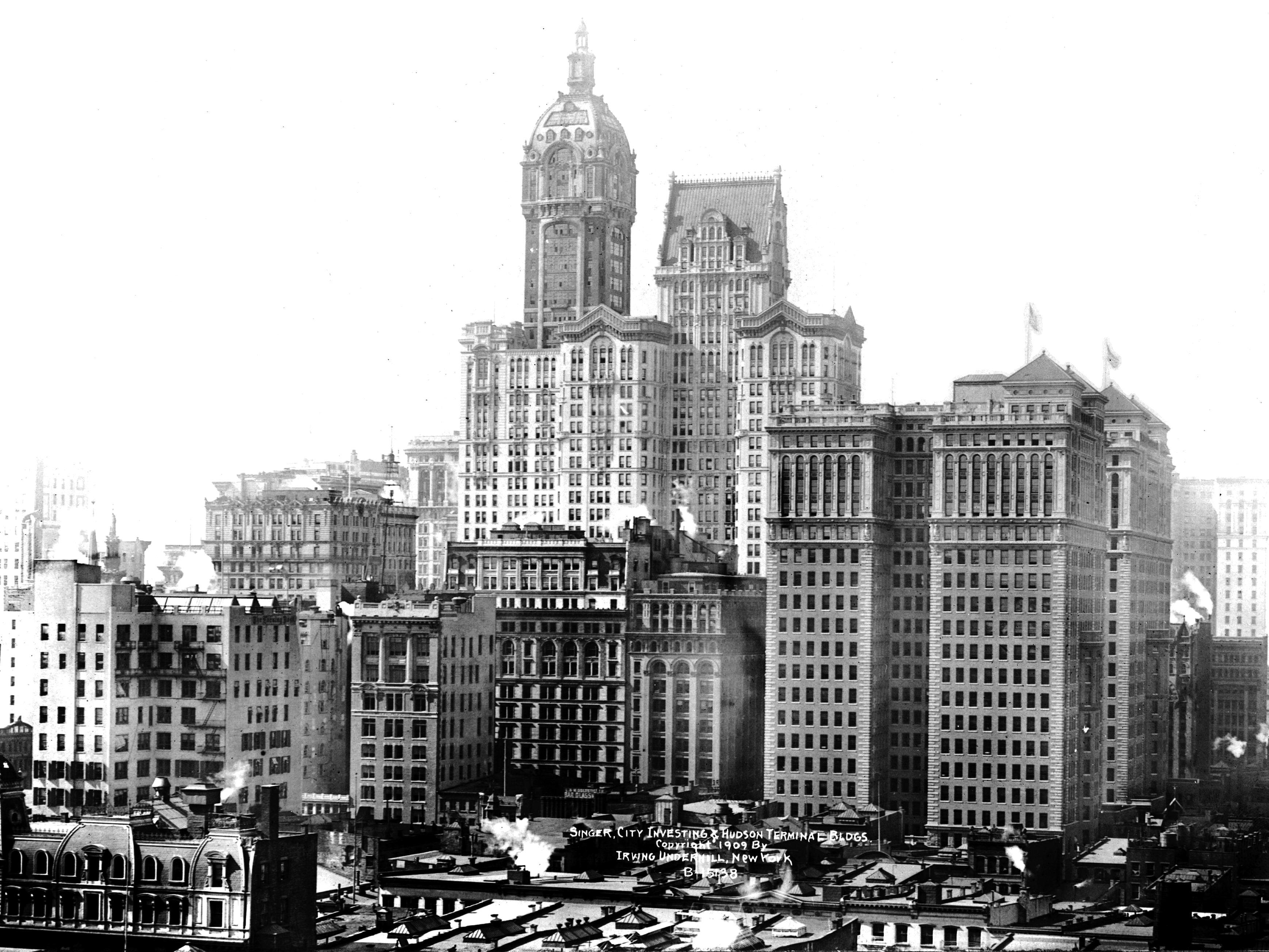
Зингер-билдинг и станция «Хадсон-терминал».
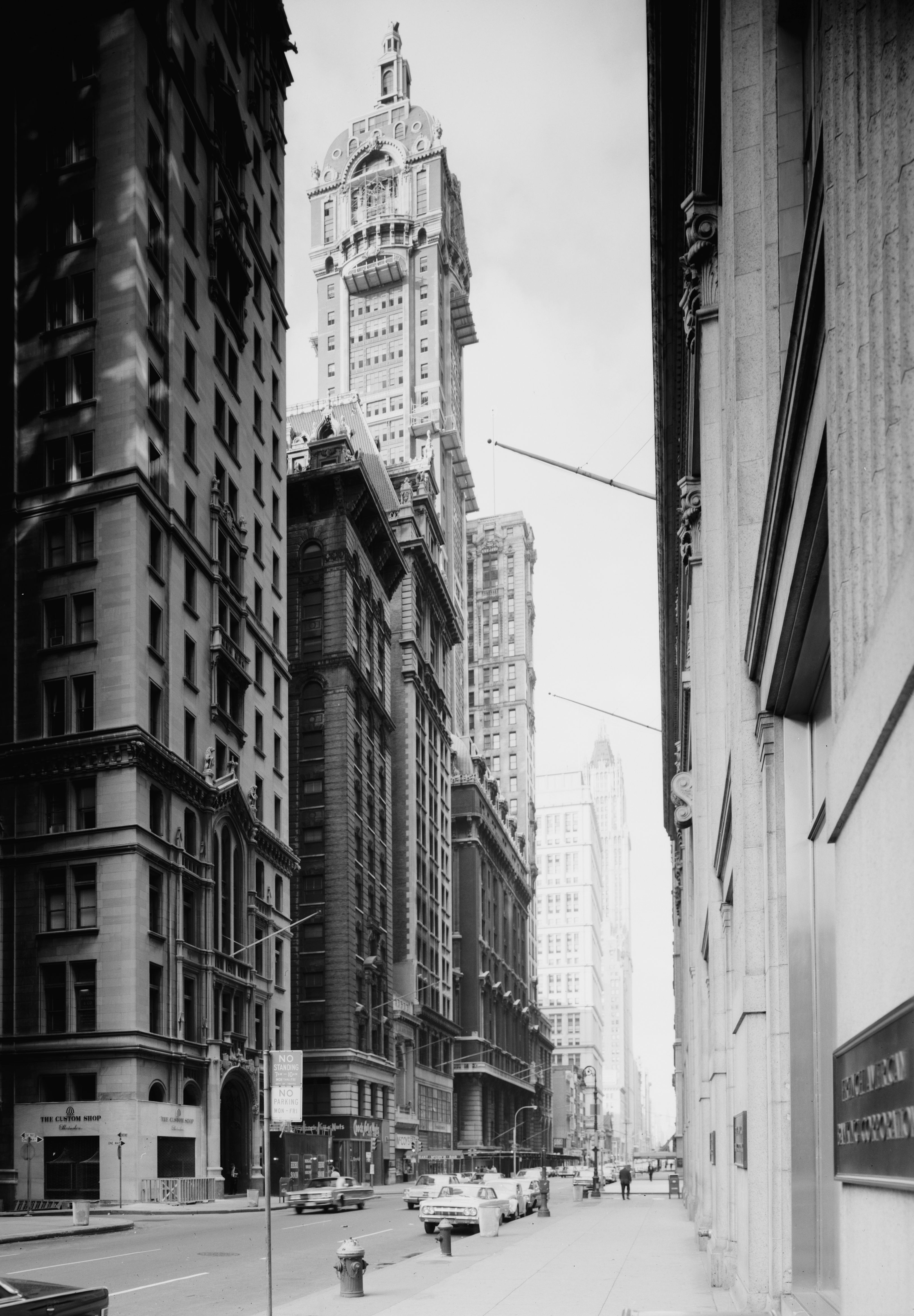
Вид на здание с Бродвея
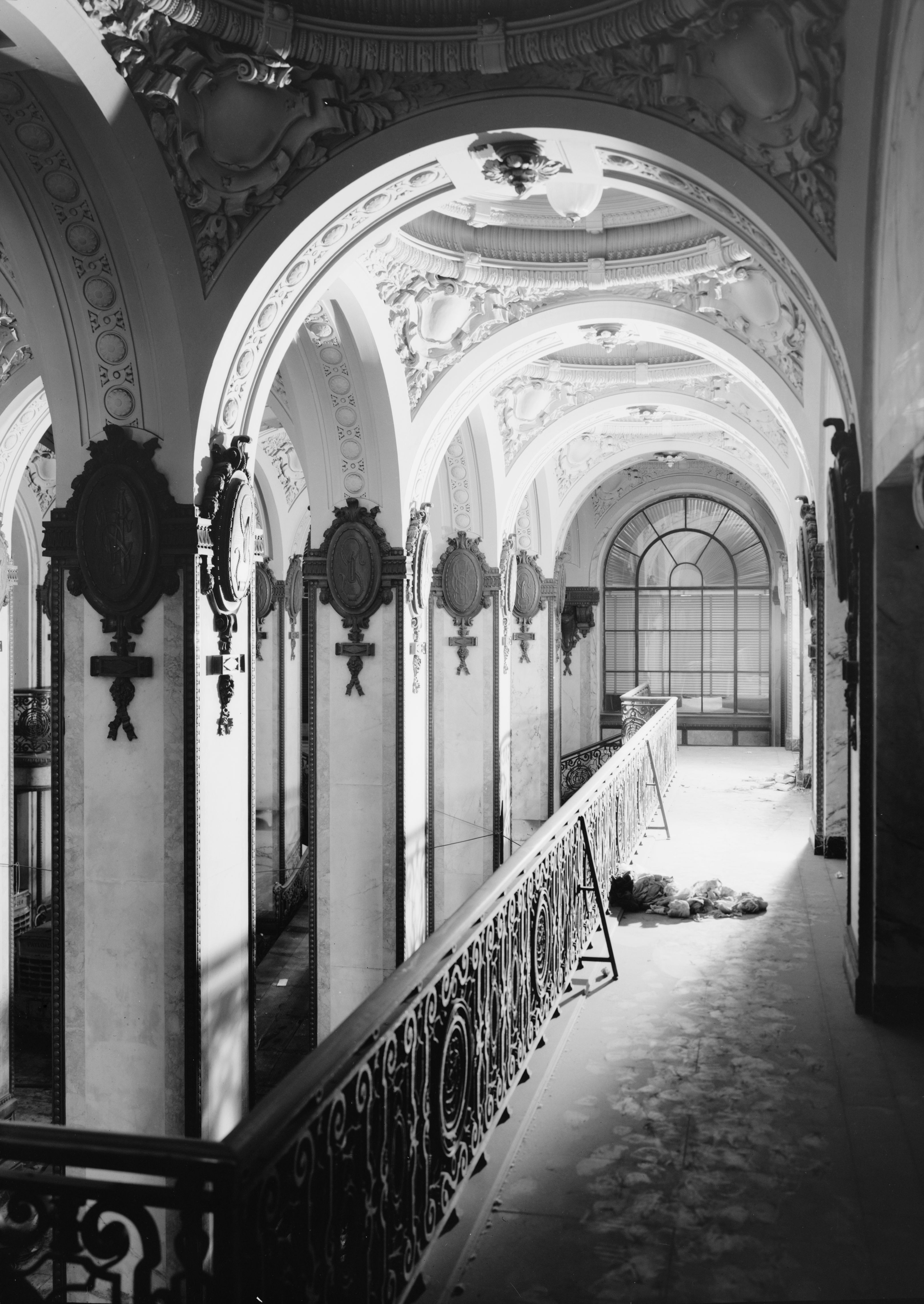
Интерьер одной из галерей